# Croix de Boët
La croix de Boët est une croix monumentale couverte située à la sortie du village de Pernes-les-Fontaines, route de Carpentras, dans le département français de Vaucluse et la région Provence-Alpes-Côte d'Azur.

## Historique
La croix de Boët est l'une des deux dernières croix couvertes encore visibles en Provence, avec celle de Beaucaire, dans le Gard. Il s'agit d'une croix commémorative d'un évènement datant du 13 mai 1433. Pierre de Boët, alors premier syndic de Pernes-les-Fontaines, remit les clés de la ville au cardinal de Foix, nouvellement nommé légat du pape, en reconnaissance, alors que la cité d'Avignon se refusait de faire de même. 
Au XVIIIe siècle, la croix devient la propriété du marquis de Jocas. Sous la Révolution, l'édifice était voué à la destruction, à la suite d'une délibération, en 1794. La croix initiale a été remplacée par une pique portant un bonnet phrygien. De nos jours, une nouvelle croix a repris la place de l'ancienne.
La croix de Boët est classée au titre des monuments historiques, depuis le 29 juillet 1961.

## Architecture
L'édifice est composé d'une croix, en pierre, surmontant une colonne, posée sur une base rectangulaire. La spécificité de cette croix est due à sa couverture par un portique « en baldaquin », également en pierre, de base carrée. La toiture, reposant sur 4 frontons triangulaires, et une voûte en ogive, sont couvertes de lauzes.